# (1583) Антилох
(1583) Антилох (греч. Ἀντίλοχος) — крупный троянский астероид Юпитера, двигающийся в точке Лагранжа L4, в 60° впереди планеты. Он был обнаружен 19 сентября 1950 года немецким астрономом Сильвен Арен в обсерватории Уккел и назван в честь Антилоха, персонажа древнегреческой мифологии.

Орбита астероида Антилох и его положение в Солнечной системе
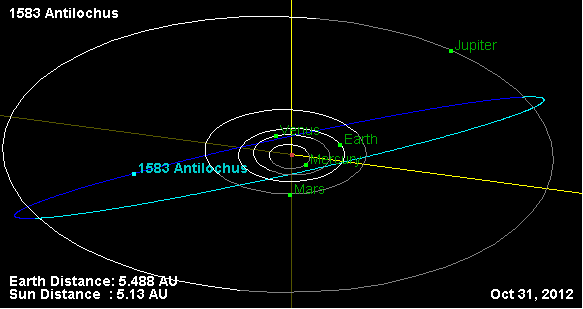
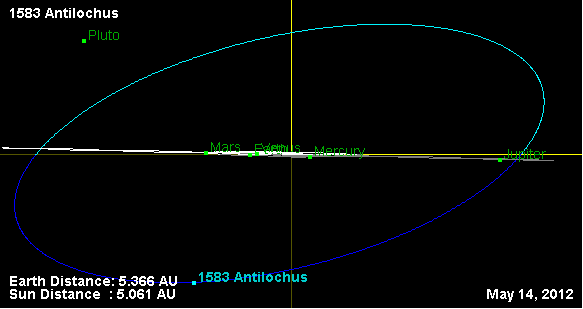